# Arum
El género Arum perteneciente a la familia Araceae engloba a alrededor de 25 especies distribuidas por Europa, norte de África y Asia occidental, con la mayor diversidad en la zona mediterrána. Comúnmente, se denomina a las especies englobadas en este género como aro o yaro.

## Descripción

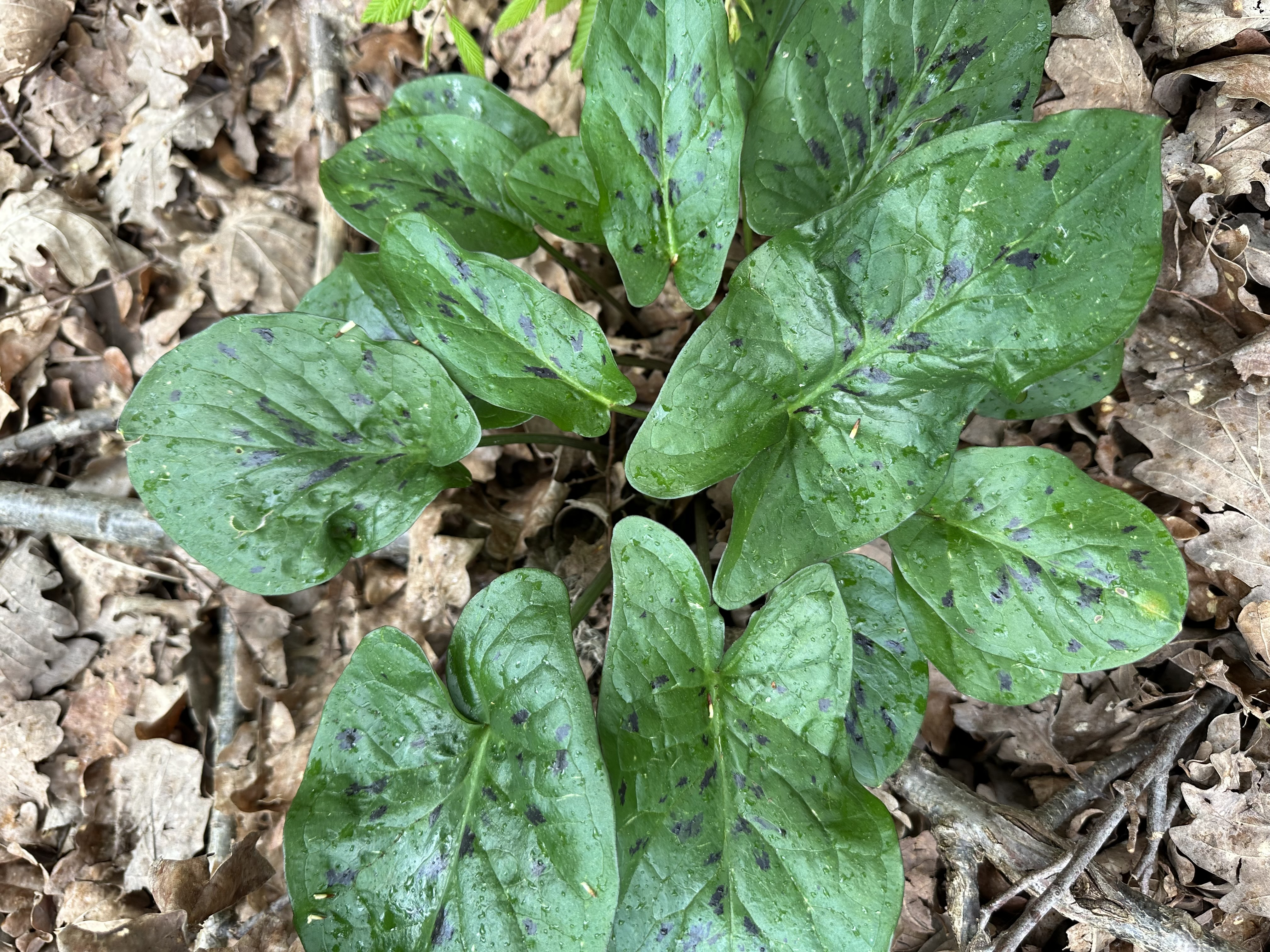
Un tipo de planta Arum en un parque de París.

Son plantas perennes, herbáceas y rizomatosas de 20-60 cm, con hojas sagitadas de 10-55 cm. Las flores se encuentran en una inflorescencia denominada espádice, rodeada de una espata de 10-40 cm que puede ser blanca, amarilla, marrón o púrpura. Algunas especies tienen una fragancia detectable, otras no. Hay una variedad de tipos de polinización pero en general tienen en común que practican un método de atrapar a los insectos para que recojan y transporten el polen a otras flores.
Los frutos son tipo baya rojas o naranja brillante, agrupadas en un racimo. Son tóxicas, al igual que otras partes de la planta y contienen oxalato de calcio.

## Toxicología
Todas las partes de la planta son altamente venenosas, conteniendo grandes cantidades ácido oxálico, coniína (alcaloide), aroína (saponina) y posibles glucósidos que desprenden ácido cianhídrico una vez en el estómago. 
Debido al llamativo color de los frutos, hay que tener especial cuidado con los niños, ya que pueden ingerirlos, produciéndose diarrea, vómitos, dolores fuertes de boca y estómago, pudiendo producirse hiportermia en las piernas y disminución del pulso, llegándose al coma o muerte, si la dosis ingerida es muy alta.
El contacto con las hojas también puede producir irritación, debido al ácido oxálico cristalino que contienen.

## Taxonomía
El género  fue descrito por Carlos Linneo y publicado en Species Plantarum 2: 964. 1753. La especie tipo es: Arum maculatum
Etimología
Arum: nombre genérico del griego aron que significa "calor" y se refiere al hecho de que estas plantas cuando están en plena floración emiten calor. (característica particular del género).

## Especies seleccionadas
| - Arum concinnatum - Arum creticum - Arum cylindraceum - Arum cyrenaicum - Arum dioscoridis - Arum dracunculus - Arum elongatum - Arum gratum - Arum hygrophilum | - Arum idaeum - Arum italicum - Arum korolkowii - Arum maculatum - Arum nigrum - Arum orientale - Arum palaestinum - Arum pictum - Arum purpureospathum - Arum rupicola |